# Mação
Pour les articles homonymes, voir Macao (homonymie).
Mação est une municipalité du district de Santarém, au Portugal.

## Histoire
D'après Vasco Estrela, le maire de la commune, les incendies de fin juillet 2017 et août 2017 au Portugal auraient détruit 80 à 90 % de la commune,.

## Population
D'une superficie de 400 km2, elle a une population de 7 388 habitants (recensement de 2011), dont près de 2000 dans le bourg de Mação. En 1960, la population de la municipalité atteignait 19045 habitants.

## Freguesias
La municipalité est composée de six freguesias:
- Amêdoa
- Cardigos
- Carvoeiro
- Envendos
- Mação, Penhascoso et Aboboreira
- Ortiga

## Personnalités liées
- António Pereira de Figueiredo (1725-1797), écrivain, y est né.

## Aire protégée
- Anta de Foz do Rio Frio,
- Castro de São Miguel de Amêndoa.